# Powerfreeze
I powerfreeze sono una categoria di freeze che vengono eseguiti su di una mano ed in posizione verticale.
I powerfreeze sono nati negli anni novanta, quando hanno cominciato a svilupparsi i freeze, diventando posizioni più complesse.